# 36, quai des Orfèvres

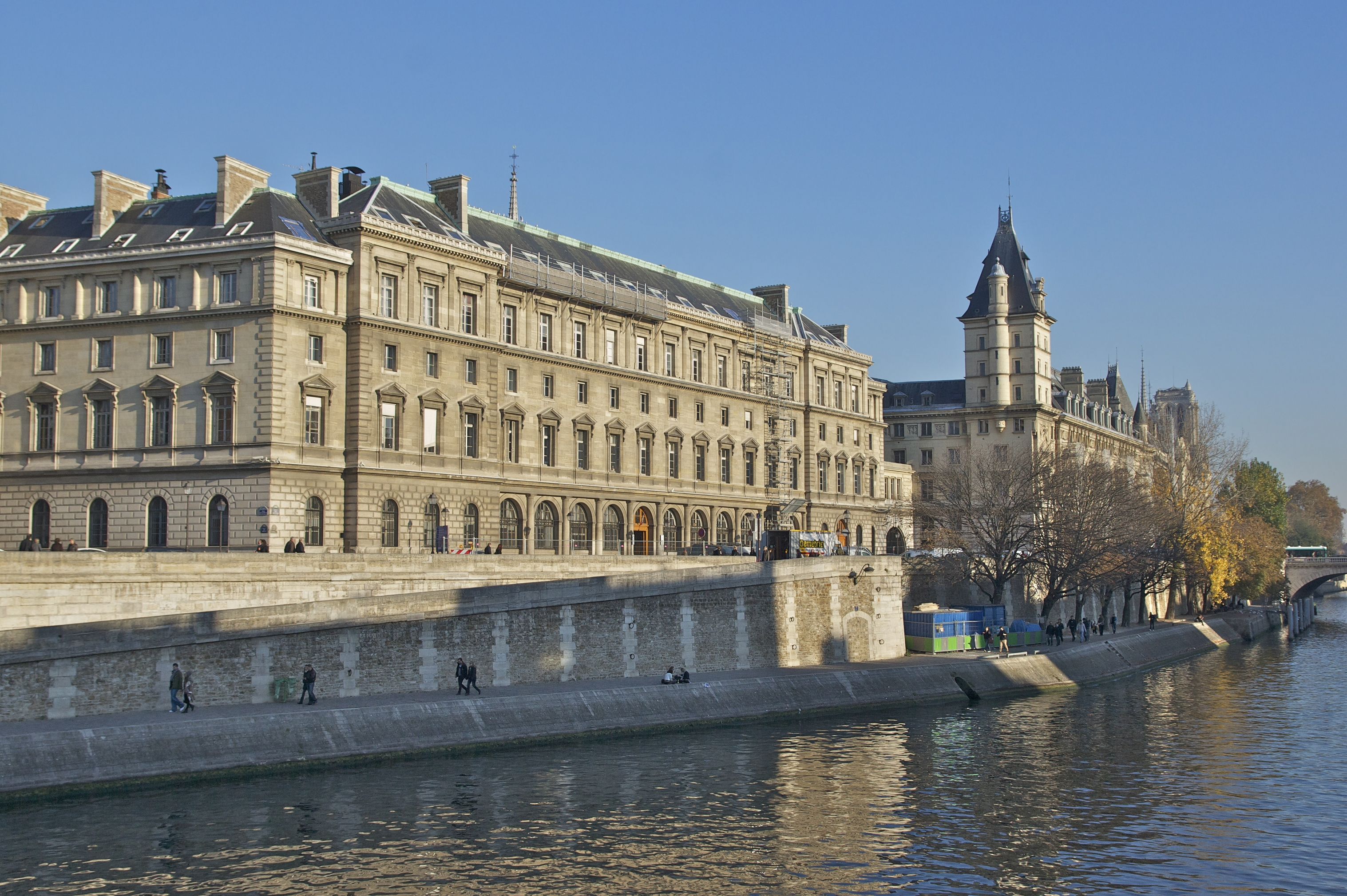
36, Quai des Orfèvres, von der Seine aus gesehen

Der 36, quai des Orfèvres [tʁɑ̃t'sis kɛdezɔʁ'fɛvrə], oft auch kurz Le 36 (deutsch „Die 36“), ist ein nach seiner Adresse benanntes Gebäude auf der Südseite der Seineinsel Île de la Cité im 1. Arrondissement von Paris, gegenüber dem linken Seineufer (Rive gauche). Es wurde zwischen 1875 und 1880 nach den Plänen des Architekten Émile Jacques Gilbert und dessen Schwiegersohn Arthur-Stanislaus Diet errichtet. Der Vorgängerbau war am 24. Mai 1871 Brandstiftern zum Opfer gefallen.
Das Gebäude beherbergte von ihrer Gründung am 1. August 1913 bis in das Jahr 2017 die Direktion der Pariser Kriminalpolizei und erlangte in dieser Funktion Berühmtheit. Vielen ist es als Arbeitsplatz der Romanfigur Kommissar Maigret, durch den Literaturpreis Prix du Quai des Orfèvres oder den Film 36 tödliche Rivalen (französischer Originaltitel: 36 Quai des Orfèvres, mit Gérard Depardieu und Daniel Auteuil) bekannt.
Die in dem Gebäude untergebrachten Dienststellen der Kriminalpolizei wurden 2017 schrittweise in ein neues Gebäude im 17. Pariser Arrondissement verlegt. Als Hausnummer des neuen Dienstgebäudes in der neuangelegten und Rue du Bastion getauften Straße, die nur dieses eine Gebäude beherbergt, wurde absichtlich in Anspielung auf den historischen  Sitz ebenfalls 36 gewählt. Lediglich die Spezialeinheit Brigade de recherche et d’intervention (BRI) verblieb im 36, quai des Orfèvres.